# Сьєрра-Сіті (Каліфорнія)
Сьєрра-Сіті (англ. Sierra City) — переписна місцевість (CDP) в США, в окрузі Сьєрра штату Каліфорнія. Населення — 235 осіб (2020).

## Географія
Сьєрра-Сіті розташована за координатами 39°34′22″ пн. ш. 120°37′39″ зх. д. / 39.57278° пн. ш. 120.62750° зх. д. (39.572658, -120.627617).  За даними Бюро перепису населення США в 2010 році переписна місцевість мала площу 5,57 км², з яких 5,57 км² — суходіл та 0,00 км² — водойми.

### Клімат
| Клімат : Сьєрра-Сіті                           | Клімат : Сьєрра-Сіті | Клімат : Сьєрра-Сіті | Клімат : Сьєрра-Сіті | Клімат : Сьєрра-Сіті | Клімат : Сьєрра-Сіті | Клімат : Сьєрра-Сіті | Клімат : Сьєрра-Сіті | Клімат : Сьєрра-Сіті | Клімат : Сьєрра-Сіті | Клімат : Сьєрра-Сіті | Клімат : Сьєрра-Сіті | Клімат : Сьєрра-Сіті | Клімат : Сьєрра-Сіті |
| Показник                                       | Січ.                 | Лют.                 | Бер.                 | Квіт.                | Трав.                | Черв.                | Лип.                 | Серп.                | Вер.                 | Жовт.                | Лист.                | Груд.                | Рік                  |
| Середній максимум, °C                          | 8,2                  | 10,1                 | 12,1                 | 16,1                 | 20,8                 | 25,7                 | 30,3                 | 29,8                 | 26,6                 | 20,7                 | 12,7                 | 8,6                  | 18,5                 |
| Середній мінімум, °C                           | −2,2                 | −1,7                 | −0,6                 | 1,6                  | 4,7                  | 8,5                  | 11,4                 | 10,7                 | 8,5                  | 4,8                  | 0,8                  | −1,7                 | 3,7                  |
| Норма опадів, мм                               | 300                  | 257                  | 227                  | 107                  | 69                   | 26                   | 7                    | 15                   | 34                   | 90                   | 217                  | 242                  | 1592                 |
| ---------------------------------------------- | -------------------- | -------------------- | -------------------- | -------------------- | -------------------- | -------------------- | -------------------- | -------------------- | -------------------- | -------------------- | -------------------- | -------------------- | -------------------- |
| Джерело: WRCC (temperature normals 1910–2000), |                      |                      |                      |                      |                      |                      |                      |                      |                      |                      |                      |                      |                      |

## Демографія
Згідно з переписом 2010 року, у переписній місцевості мешкала 221 особа в 113 домогосподарствах у складі 69 родин. Густота населення становила 40 осіб/км².  Було 280 помешкань (50/км²).
Расовий склад населення:
| - 90,5 % — білих - 1,4 % — азіатів - 0,9 % — корінних американців - 5,4 % — осіб інших рас |

До двох чи більше рас належало 1,8 %. Частка іспаномовних становила 9,5 % від усіх жителів.
За віковим діапазоном населення розподілялося таким чином: 7,2 % — особи молодші 18 років, 67,0 % — особи у віці 18—64 років, 25,8 % — особи у віці 65 років та старші. Медіана віку мешканця становила 56,6 року. На 100 осіб жіночої статі у переписній місцевості припадало 102,8 чоловіків;  на 100 жінок у віці від 18 років та старших — 101,0 чоловіків також старших 18 років.
Середній дохід на одне домашнє господарство  становив 162 303 долари США (медіана — 153 375), а середній дохід на одну сім'ю — 178 809 доларів (медіана — 161 250). 
Цивільне працевлаштоване населення становило 130 осіб. Основні галузі зайнятості: публічна адміністрація — 41,5 %, транспорт — 26,2 %, інформація — 10,8 %, сільське господарство, лісництво, риболовля — 10,8 %.